# Sonderangebot
Sonderangebote (auch: Sonderpreis, Sonderaktion, Preisaktion, Tiefpreis, in der Schweiz Aktion; englisch special offer; fälschlich auch nur kurz: Angebot) sind eine Form des Angebots, die allgemein als temporäre Preisreduzierung eines Produktes im Groß- und Einzelhandel zu verstehen und an den Endverbraucher gerichtet sind. Ähnliche Angebote finden sich auch beim Abverkauf.
Sonderangebote gehören zur Preispolitik der Unternehmen und stellen ein wesentliches Marketinginstrument dar, das der Handel zur Kundenbindung oder Kundenakquisition einsetzt. Sie sollen dem Kunden gleiche Produktqualität zu einem geringeren Preis bieten. Ihre klassische Form ist die Preisreduzierung bestimmter, bisher zum Normalpreis angebotener Waren, während Sonderangebote von bisher nicht angebotenen Waren eine relativ neue Form darstellen.
Charakteristisch für Sonderangebote ist ihre zeitliche Begrenzung. Diese erfolgt beispielsweise zu Zeiten allgemein geringer Nachfrage (z. B. Preisnachlässe in der Happy Hour, günstige Schönes-Wochenende-Tickets (Deutschland) oder „Novemberaktionen“ (Schweiz) bei Transportgesellschaften oder Regenschirme in einer Hitzeperiode).
Schwierigkeiten bereitet die Definition des Sonderangebots, denn es muss von anderen preispolitischen Maßnahmen (wie dem Saisonschlussverkauf, Rabattaktionen oder Dauerniedrigpreisen) abgrenzbar sein. 

## Gründe und Folgen
Die Gründe für Sonderangebote können produktbedingt (Verringerung des Lagerrisikos durch Lagerräumung, Gefahr des Verderbs oder Veralten), geschäftsbedingt (Neueröffnung, Marketing, Geschäftsaufgabe) oder marktbedingt (Preisdifferenzierung, Erhöhung der Konsumquote, Ende des Produktzyklus) sein. Sonderangebote lösen Werbekosten aus, die im Lebensmitteleinzelhandel vorwiegend durch die Bewerbung von Sonderangeboten entstehen.
Sonderangebote können zur Folge haben, dass Kunden ihren angestammten Geschäften fernbleiben und mindestens Laufkunden des Sonderangebote offerierenden Geschäfts werden (Frequenzeffekt). Sie stellen ein vorzügliches Instrument des psychologischen Handelsmarketings dar, um Aufmerksamkeit für den Laden zu erregen, Verbundkäufe auszulösen oder Platz im Lager zu schaffen (Ausräumen von Ladenhütern, saisonalen Produkten). Sonderangebote werden im Einzelhandel meist an publikumswirksamen innerbetrieblichen Standorten platziert, etwa im Eingangsbereich, in „Stolperkörben“ oder an den Stirnseiten einzelner Regale (Gondelkopf). Auch werden Sonderangebote auffällig beworben, weil ihre Ankündigung den Schluss auf ein insgesamt preisgünstiges Sortiment auszulösen vermag. Sie können zur Hortung führen, um noch nach Ablauf des niedrigen Preisangebots im Genuss preiswerter Waren bleiben zu können. Sonderangebote können auch zu einem Markenwechsel durch den Kunden führen. Kunden, die gezielt nach Sonderangeboten suchen, werden als Schnäppchenjäger bezeichnet. Das gezielte Platzieren von Aktionen gleicher Produkte kurz nacheinander beziehungsweise das massenhafte Anbieten von Aktionen wird in der Schweiz als Aktionitis bezeichnet.

## Situation in Deutschland

### Geschichte
Im Juli 1935 definierte eine Anordnung des Reichswirtschaftsministers Sonderangebote als „einzelne, nach Güte oder Preis gekennzeichnete Waren, die ohne zeitliche Begrenzung angeboten werden und die sich in den Rahmen des regelmäßigen Geschäftsbetriebes des Gesamtunternehmens oder der Betriebsabteilug einfügen“. Daran lehnte sich § 7 Abs. 2 UWG a. F. an, wonach Sonderangebote sich auf einzelne nach Preis oder Güte gekennzeichnete Waren beziehen und sich in den regelmäßigen Geschäftsbetrieb einfügen. Diese Legaldefinition entfiel ersatzlos im Juli 2004. Die Handelsforschung der Universität zu Köln brachte 1995 folgende Definition heraus: „Das Sonderangebot ist eine absatzpolitische Maßnahme, bei der im Rahmen des regelmäßigen Geschäftsbetriebs im Einzelhandel einzelne Waren und Dienstleistungen zum Teil unter Ankündigung einer zeitlichen Begrenzung zu einem meist stark reduzierten Preis angeboten und werblich besonders herausgestellt werden“.

### Rechtsfragen
Sonderangebote sind wie Sonderveranstaltungen wettbewerbsrechtlich zulässig, nachdem das Verbot der Sonderveranstaltung im Juli 2004 entfallen war. Sonderveranstaltungen sind die „außerhalb des regelmäßigen Geschäftsverkehrs stattfindende Verkaufsveranstaltungen im Einzelhandel, die, ohne Ausverkäufe oder Räumungsverkäufe zu sein, der Beschleunigung des Warenabsatzes dienen und deren Ankündigungen den Eindruck hervorrufen, dass besondere Kaufvorteile gewährt werden“. Das Versprechen von Preisnachlässen ist ein grundsätzlich zulässiges und auch tragendes Werbemittel zur Förderung des Leistungswettbewerbs. Mit den guten Sitten im Wettbewerb sind solche Praktiken nur dann nicht zu vereinbaren, wenn der umworbene Verbraucher in unsachlicher Weise verleitet wird, seine Kaufentscheidung statt nach Preiswürdigkeit und Produktqualität der angebotenen Ware danach zu treffen, ob ihm beim Kauf besondere zusätzliche Vergünstigungen gewährt werden.
Deshalb gelten für Sonderangebote einige wettbewerbsrechtliche Einschränkungen. Sie unterliegen zunächst den allgemeinen Bestimmungen der §§ 1 und § 3 UWG, wonach übermäßige Anlockeffekte oder eine extrem niedrige Preisgestaltung, insbesondere unter Einstandspreis, verboten ist. Sonderangebote dürfen nicht den Eindruck hervorrufen, das gesamte Sortiment sei genauso günstig kalkuliert wie das Sonderangebot. Wenn Händler befürchten, dass sie die angebotenen Produkte nicht für einen angemessenen Zeitraum und in angemessener Menge vorrätig haben, müssen sie die Kunden konkreter aufklären. Handelsklauseln wie „Solange der Vorrat reicht“ eignen sich nicht, die Kunden über die geringe Angebotsmenge aufzuklären. Unlauter handelt nach § 5 Abs. 1 Nr. 2 UWG, wer den Anlass des Verkaufs wie das Vorhandensein eines besonderen Preisvorteils, den Preis oder die Art und Weise, in der er berechnet wird, ausnutzt.
§ 5a Abs. 2 UWG stuft es als unlauter ein, dem Verbraucher eine wesentliche Information vorzuenthalten, die dieser je nach den Umständen benötigt, um eine informierte geschäftliche Entscheidung zu treffen und deren Vorenthalten geeignet ist, den Verbraucher zu einer geschäftlichen Entscheidung zu veranlassen, die er andernfalls nicht getroffen hätte. Wesentliche Informationen werden auch dann vorenthalten, wenn sie zwar bereitgestellt werden, dies aber auf unklare, unverständliche oder zweideutige Weise geschieht. Der Werbeprospekt ist ein Angebot im Sinne des § 5a Abs. 3 UWG, was auch für Sonderangebote gilt. Für ein Angebot im Sinne dieser Vorschrift genüge es dem Bundesgerichtshof (BGH) zufolge, dass der Verbraucher aufgrund der in dem Werbeprospekt erteilten Informationen eine geschäftliche Entscheidung treffen kann. Es sei danach nicht erforderlich, dass der Verbraucher bereits eine auf den Erwerb der beworbenen Produkte abgegebene Willenserklärung abgeben könne.
Nach § 20 Abs. 3 UWG ist der Verkauf von Waren und gewerblichen Leistungen unter dem Einstandspreis durch „Unternehmen mit gegenüber kleinen und mittleren Wettbewerbern überlegener Marktmacht“ untersagt, wenn er nicht nur gelegentlich erfolgt oder „sachlich gerechtfertigt“ ist. Genaugenommen ist nicht erst der Verkauf, sondern bereits ein Angebot unter Einstandspreis untersagt. Deshalb gehören Sonderpostenmärkte nicht zur Kategorie der Sonderangebote, sondern zu den Sonderveranstaltungen. Der Sonderpostenhandel ist eine Form der wirtschaftlich sinnvollen Verwertung von Waren, die kurzfristig massenweise zum Verkauf kommen müssen. Sonderangebote müssen auf einzelne Artikel bezogen sein, denn ganze Warengruppen mit Niedrigpreisen anzubieten, ist untersagt; im Urteil ging es um „Sonderangebote für Damen-Mäntel und Kostüme“. Sonderangebote dürfen zeitlich nicht befristet sein, doch ist eine kalendermäßig bestimmte Zeitdauer zulässig.

### Kalkulation
Ausgangspunkt der Preiskalkulation beim Sonderangebot ist der Normalpreis (Listenpreis), von dem verlustfreie Preissenkungsspielräume bis herab zum Selbstkostenpreis bestehen. Als Sonderangebote gelten Preise, die mindestens 5 % unter dem Normalpreis liegen. Da der Verkauf unter Einstandspreis im Regelfall lediglich für kleine und mittlere Unternehmen erlaubt ist, kann es auch durchaus zu Verlusten beim Verkauf von Sonderangeboten kommen. Der betriebliche Gesamterfolg beruht auf der angewandten Mischkalkulation, die auch teurer kalkulierte, preislich nicht reduzierte Kompensationsartikel berücksichtigt. Weitere Preisnachlässe (etwa Rabatte) werden beim Sonderangebot normalerweise nicht gewährt.